# Fortezza

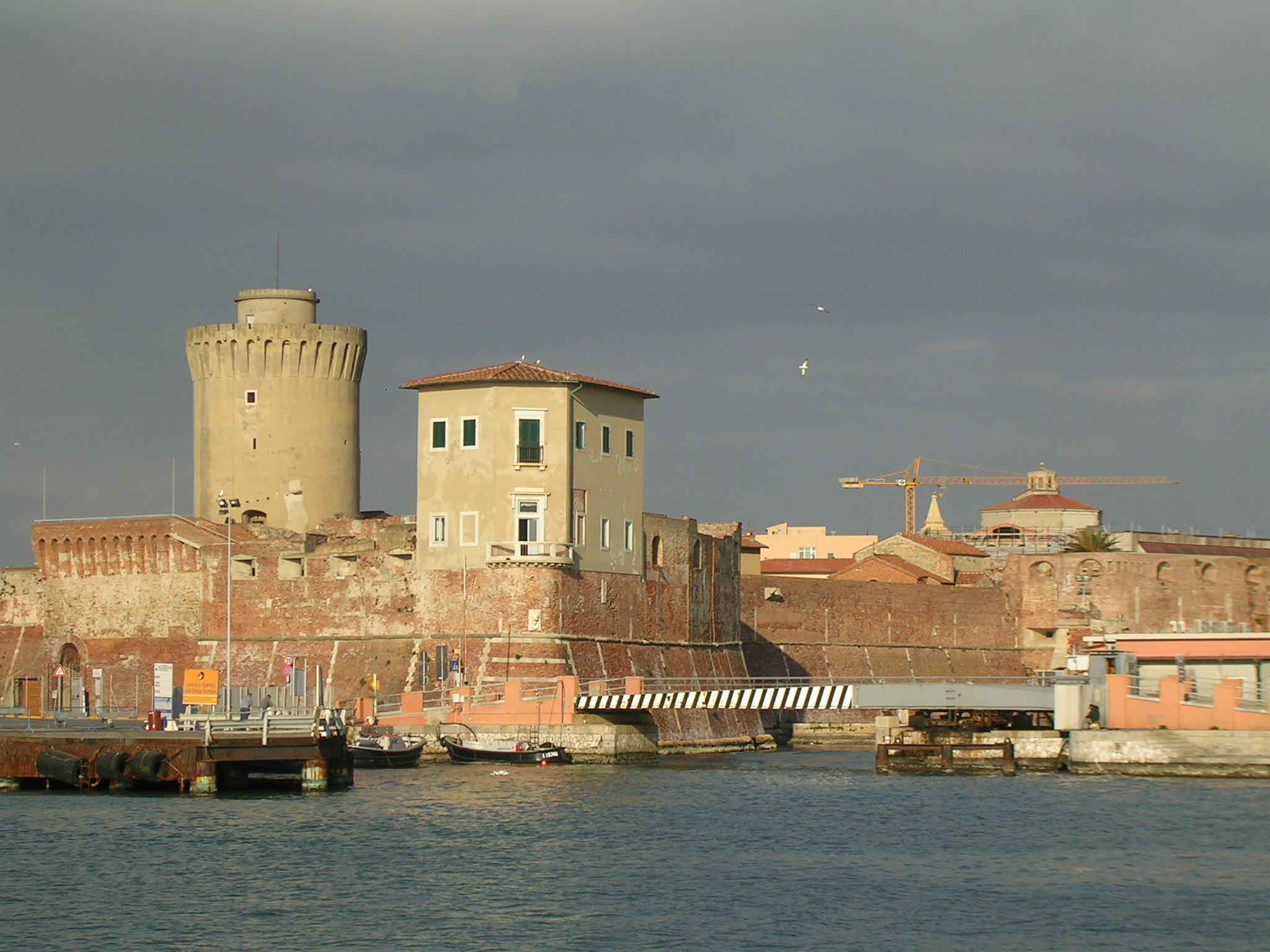
Fortezza Vecchia di Livorno

Una fortezza è una costruzione militare progettata con una funzione tattica difensiva. Le fortezze sono state utilizzate per migliaia di anni, in una varietà di forme sempre più complesse.  
Un'opera difensiva con caratteristiche simili alla fortezza, ma in genere con dimensioni inferiori, viene chiamata forte o fortino. Quando le sue mura sono munite di bastioni, la fortezza può prendere il nome di cittadella.

## Descrizione
La fortificazione è quel ramo dell'arte militare che insegna ad aumentare, mediante appropriati lavori o con apposite costruzioni, il valore naturale delle posizioni, al doppio fine di favorire l'azione delle truppe e l'efficacia delle armi impiegate e di provvedere alla conservazione di tutti i mezzi di difesa (uomini, armi, materiali, munizioni e viveri) sia mentre si prepara l'azione, sia durante l'azione.
La fortificazione è anche la pratica di incrementare le difese di un'area e l'insegnamento dei modi di attaccare e di difendere un'opera fortificata. Il valore di una fortificazione dipende dalla posizione, che dovrebbe essere strategica, e dalla bontà delle opere che vi si elevano; ossia è la risultante del valore naturale e del valore artificiale della posizione stessa. In generale, non conviene fortificare una posizione che non sia forte naturalmente. L'arte di pianificare un campo militare o di costruire una fortificazione viene chiamata castrametazione, fin dai tempi delle legioni romane. L'arte di portare l'assedio ad una fortezza e di distruggerla viene usualmente detta poliorcetica; in alcuni testi questo termine viene applicato anche all'arte di costruire una fortificazione.
Il progressivo affermarsi della guerra con la polvere da sparo ha inesorabilmente, anche se con un'imprevedibile lentezza, ridimensionato il ruolo delle fortezze all'interno delle strategie militari.

## Scopo

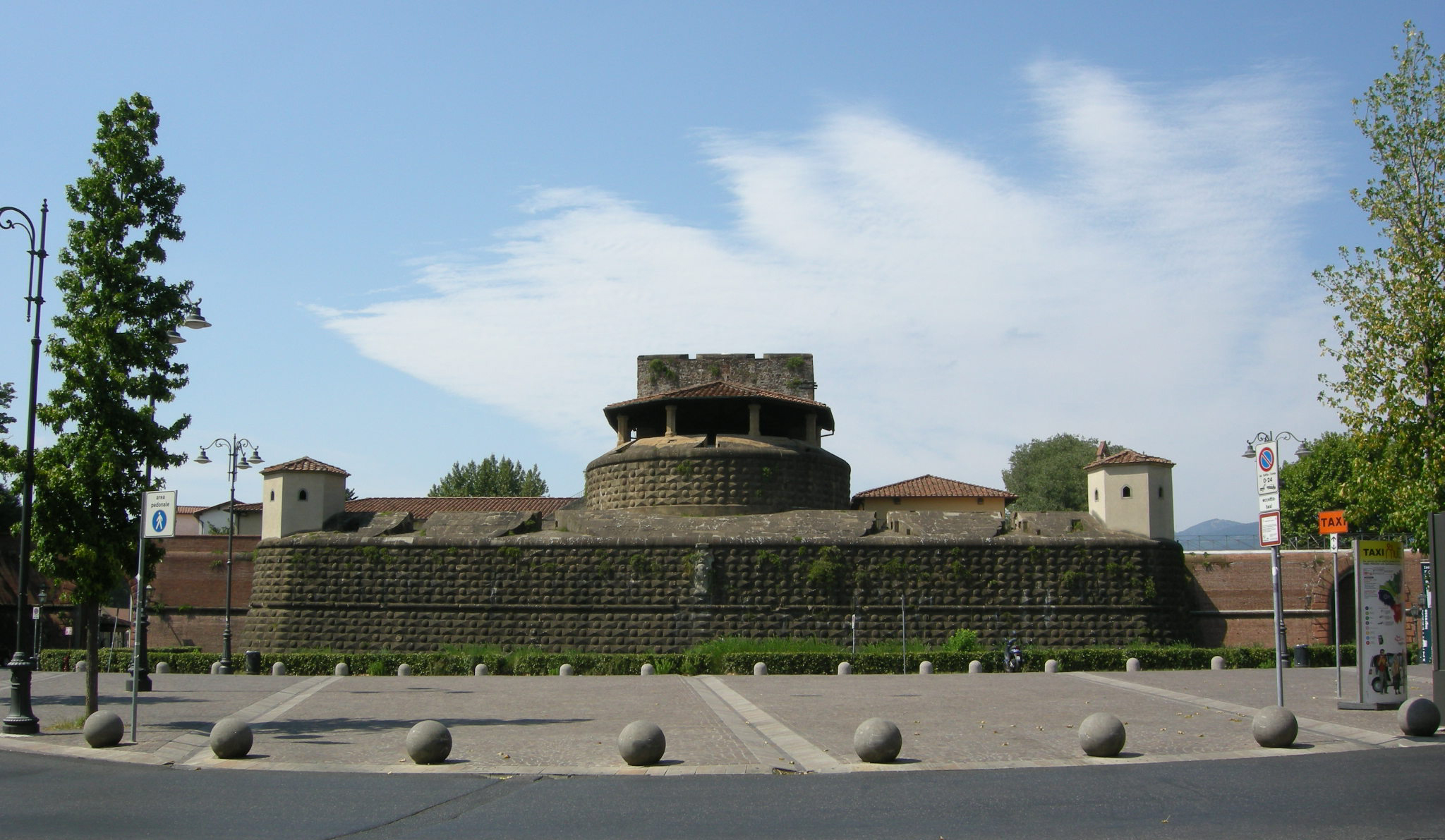
La Fortezza da Basso di Firenze

Lo scopo che si vuol raggiungere nel fortificare una posizione può essere organico, logistico o tattico. Lo scopo è definito organico quando la posizione è un punto strategico permanente, ossia interessa la difesa generale dello Stato. È invece logistico quando si tratta di un punto strategico eventuale, ossia di un punto che riguarda la difesa di un determinato teatro di operazioni militari. Deve in questo caso favorire lo stare ed il muoversi delle truppe. È infine tattico quando l'importanza della posizione si manifesta solo all'atto in cui avviene, o si prevede che debba avvenire, l'urto fra belligeranti, ossia quando si tratta di un punto tattico. Qualunque sia lo scopo di una fortezza, questa deve essere studiata nelle sue forme in modo da soddisfare le esigenze tattiche, poiché quando essa entra in azione deve favorire il combattimento a chi lo occupa. Una fortezza eretta a scopo organico soddisfa anche lo scopo logistico quando le operazioni di guerra si svolgono nel teatro in cui essa è collocata.
L'utilità delle fortificazioni, se fatte in modo tale da raggiungere gli scopi per le quali sono costruite, è quella di mettere in grado le forze che difendono le posizioni da esse rafforzate di resistere a forze numericamente o moralmente superiori.

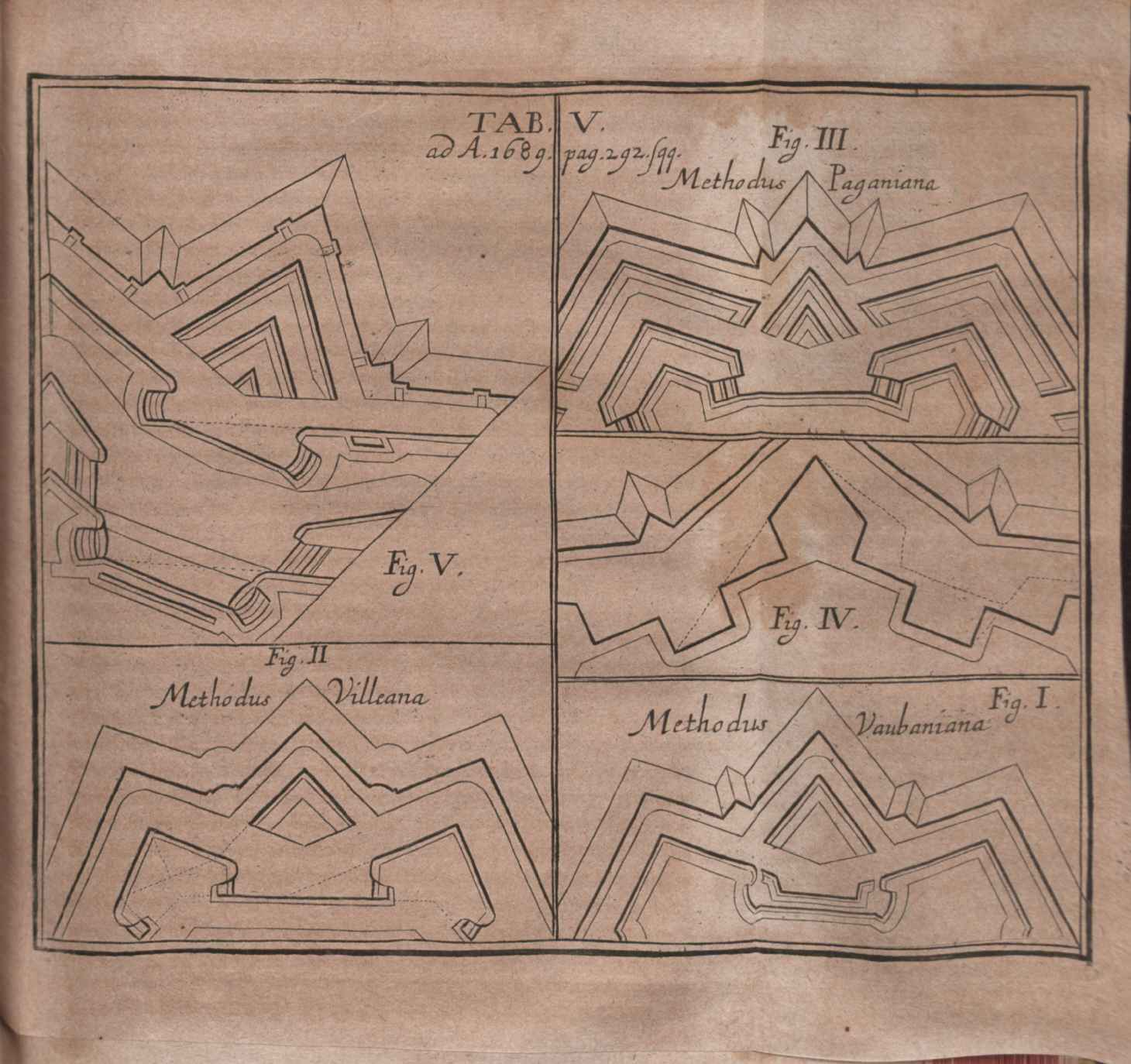
Tipi di fortificazioni in una tavola de gli Acta Eruditorum del 1689

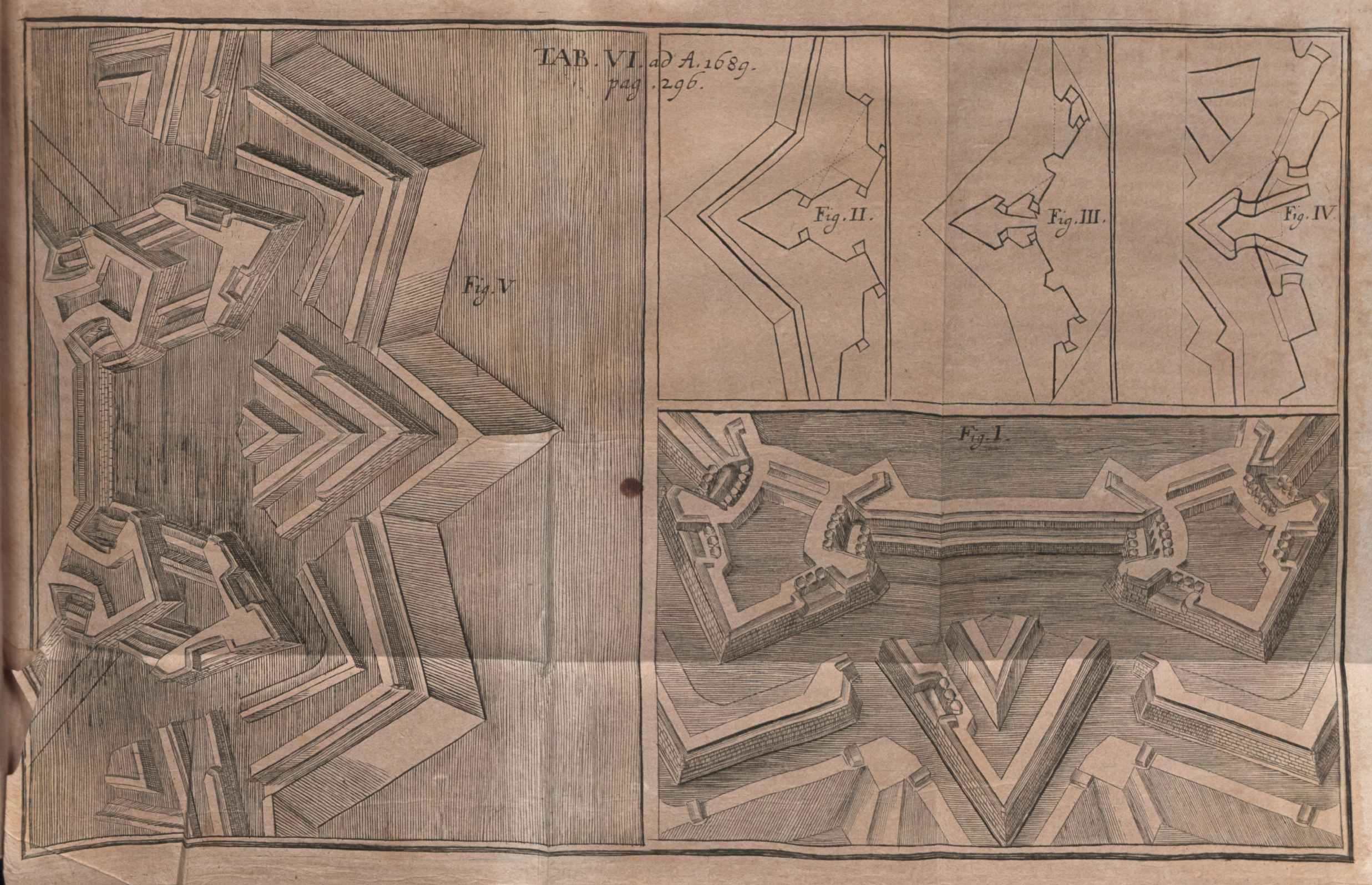
Tipi di fortificazioni in una tavola de gli Acta Eruditorum del 1689

## Costruzione

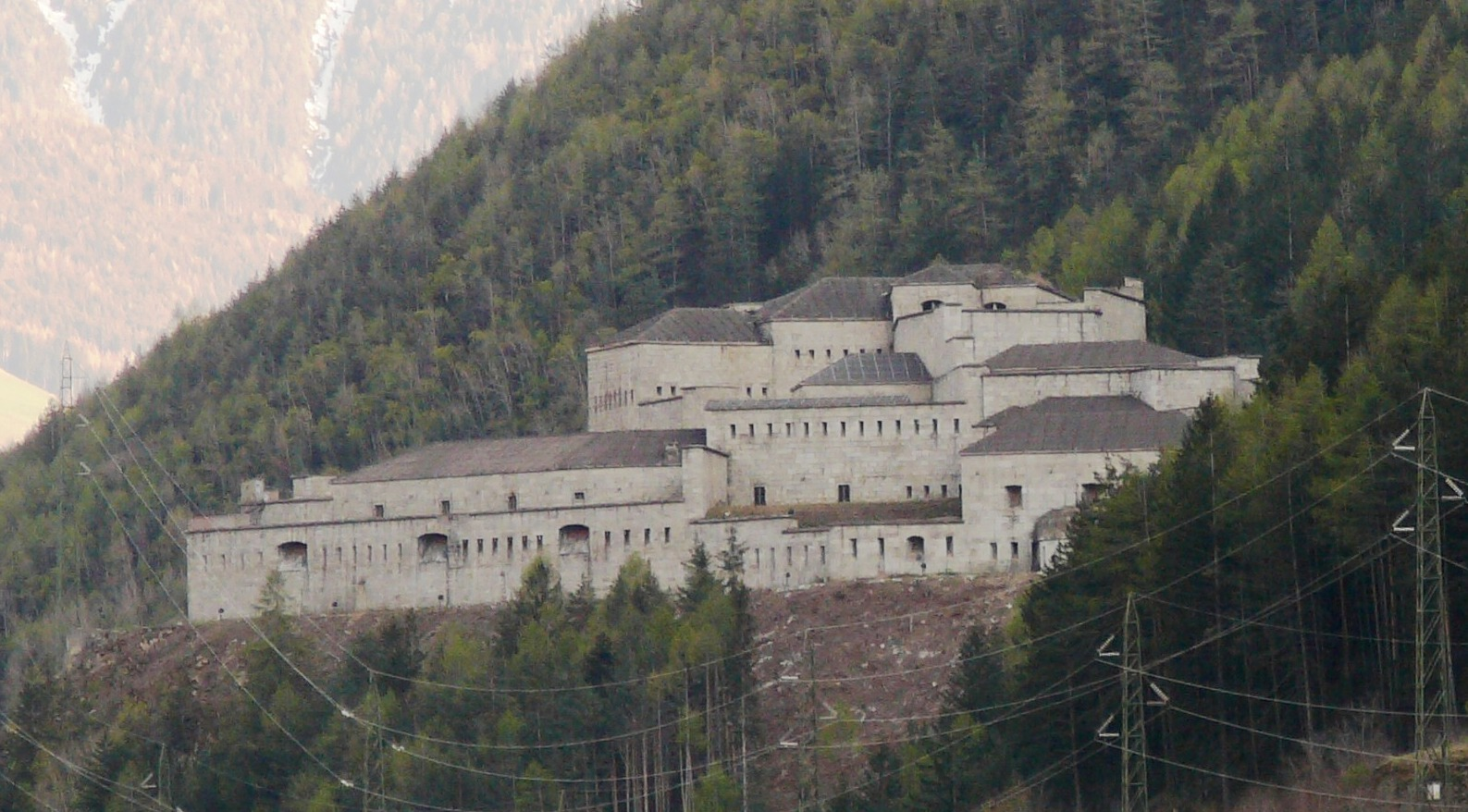
Il Forte alto di Fortezza, a Fortezza (BZ).

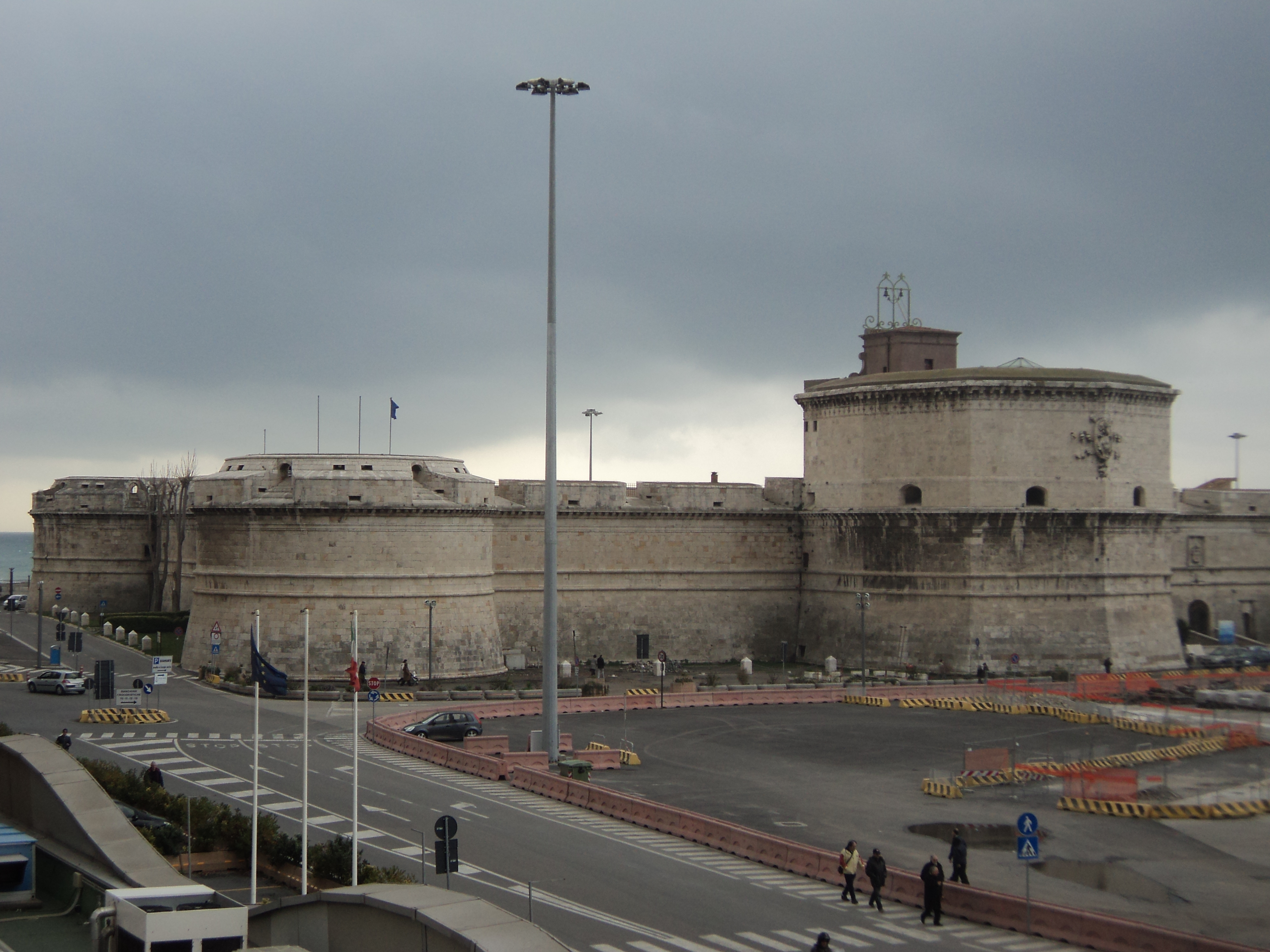
Il Forte Michelangelo, a Civitavecchia

L'entità di un'opera fortificata dipende dall'importanza dello scopo che si vuole raggiungere con essa, dai mezzi e dal tempo disponibile per erigerla e dalla potenza dei mezzi coi quali un nemico si prevede possa attaccarla.
A seconda dei mezzi e del tempo disponibile per erigerla, le fortificazioni si distinguono in permanenti e passeggere o occasionali. Le fortificazioni permanenti sono quelle erette in tempo di pace, quindi con abbondanza di mezzi e di tempo e che sono capaci di resistere alle offese nemiche, nonché alle ingiurie del tempo; sono sempre costruite a scopo organico e perciò nei punti strategici importanti. Le fortificazioni passeggere sono quelle costruite in caso di guerra, prima che questa scoppi, o durante la guerra stessa, e talvolta nelle ultime ore precedenti una battaglia, o anche durante una battaglia stessa, e perciò con mezzi e tempi limitati, talora limitatissimi, per cui non possono resistere che ad azioni meno potenti e non reggono a lungo alle ingiurie del tempo, da ciò appunto la denominazione passeggere.
La parte superiore delle fortezze precedenti all'introduzione delle armi da fuoco è spesso contornata dai merli, muri a dente di sega dietro il quale si appostano i soldati per coprirsi dai lanci nemici e allo stesso controllare dall'alto tutti i movimenti.
Rispetto alla posizione che le fortificazioni occupano, si distinguono in fortificazione di frontiera (terrestre o marittima) e in fortificazioni interne.

### Fortificazioni passeggere
Le fortificazioni passeggere sono fortificazioni provvisorie, campali, opere nate da esigenze contingenti al conflitto stesso, benché parzialmente o totalmente previste in tempo di pace. La difesa campale è la forma di opera difensiva più facilmente attuabile e realizzabile con ogni tipo di materiale immediatamente reperibile purché resistente, e perciò ampiamente usata in conflitti limitati, guerre civili, sommosse. Essa viene abbandonata o addirittura smantellata, per recuperarne almeno parte dei componenti, una volta cessata l'esigenza tecnica.
Sebbene abbiano funzione tattica e logistica, possono essere ricomprese in un più ampio programma organico. Paesi come l'Italia, perennemente afflitti da mancanze di fondi e di materie prime, possono demandare ad opere da ergersi alle prime turbative politiche internazionali la difesa di determinati tratti di confine, spesso come integrazione di preesistenti opere permanenti. Già i Romani, nelle loro vittoriose campagne di conquista, facevano ampio uso di fortificazioni provvisorie, addirittura concepite per circondare a propria volta una città murata nemica impedendo un ritorno offensivo delle truppe nemiche dislocate in altre parti del territorio; avevano quindi un notevole sviluppo, ma sparivano una volta assolto il loro scopo. Parimenti, proteggevano i campi di marcia delle legioni: erette in poche ore, venivano smantellate una volta che il campo era tolto. Tipicamente venivano usate palizzate erette sopra un argine in terra (aggere) che ne serrava la base, preceduto da un fossato spesso cosparso di ostacoli o protetto da abbattute (rami aguzzi piantati con un'inclinazione di 45 o 60 gradi nella parete del fossato stesso e rivolti verso l'attaccante). Tipico quindi della fortificazione campale l'ampio uso della terra e del legname o di pietrame sparso, materiali reperibili in loco o trasportabili. Assente all'epoca e fino alla prima guerra mondiale l'uso della muratura cementata nelle opere campali, in ossequio al principio di facile e veloce realizzabilità.

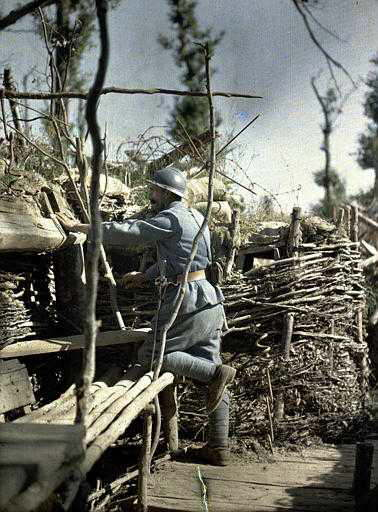
Un soldato francese osserva da una trincea, Haut-Rhin, Francia, 1917

La tipica fortificazione passeggera è la trincea, sostanzialmente uno scavo entro il quale si riparano i soldati e che costituisce esso stesso un ostacolo non indifferente. Essa servì all'inizio anche per approcciare le fortificazioni permanenti nemiche rimanendo abbastanza protetti dall'azione dei difensori. Per avvicinarsi alla fortezza assediata in modo da presentare un angolo favorevole assumeva un percorso complesso detta "a parallele", poi vennero introdotte delle traverse o un tracciato a dente di sega sempre per limitare l'effetto di colpi che l'avessero imboccata nel senso della lunghezza (tiro di infilata). Durante la prima guerra mondiale l'uso della trincea era diffuso; i sistemi trincerati erano assai articolati in profondità e come complessità, comprendevano anche ricoveri sotterranei e bunker in cemento data la staticità delle posizioni e l'effetto devastante delle moderne artiglierie.
Già nella guerra di secessione, importanti lavori campali avevano abbattuto l'aggressività delle rispettive controparti; molti fort citati nelle cronache e nella memorialistica in realtà erano dei poderosi trinceramenti estesi anche fuori terra mediante possenti terrapieni a protezione delle artiglierie e dei fucilieri. Nel XIX secolo infatti il confine tecnico fra opera permanente ed opera campale si fa sfumato; il tipico forte dell'epoca era di fatto un enorme terrapieno poligonale costituente il fronte rivolto al nemico e che solo su un lato, quello posteriore, aveva dei bunker in muratura, a volte di mattoni e mura in pietrame, quali ricoveri a prova di bomba e spesso elevati di livello per ospitare postazioni in casamatta per i cannoni. Agli angoli del poligono terrapienato, piccole casematte il cui tetto non superava il bordo del fossato difendevano l'interno di quest'ultimo dagli assalti nemici. Tolte queste possenti parti murarie, altre opere definite campali erano di fatto identiche. A Peschiera del Garda, nel 1866 gli austriaci realizzarono dei "forti" che di fatto non compendiavano alcuna parte architettonica; questo perché il terrapieno garantiva ottima copertura alle sottostanti strutture murarie, ed era facile da erigere e modellare e riparare, fornendo ciononostante un'efficienza tattica a volte superiore ad una complessa fortificazione in pietrame e mattoni.
Opere di natura provvisoria erano anche le batterie, a volte dotate di elementi architettonici davvero minimi rispetto ai lavori in terra e tuttavia inserite nel dispositivo organico di difesa permanente. Si prevedeva di trasportarvi i cannoni al momento opportuno, installati sul normale affusto ruotato, al limite fissato a delle piattaforme in cemento con un sistema elastico di bloccaggio, mentre i cannoni da fortezza avevano affusti dedicati spesso fissati definitivamente alla struttura. Le opere come i forti e le batterie costituivano anelli o linee ad arco difensive di città o valichi, e si prevedeva che nei loro intervalli sorgessero, al momento opportuno, opere campali anche imponenti da cui il nome di "campo trincerato" dato alla fortificazione ottocentesca e del primo Novecento.
In una pagina dell'Enciclopedia Britannica del Settecento ci sono dettagliati richiami all'arte di erigere fortificazioni campali, con disegni di palizzate, terrapieni, abbattute di rami, cavalli di frisia, fossati, dove la differenza fra queste strutture e quelle permanenti pare essere solo l'assenza delle parti in muratura. In un film statunitense, Ritorno a Cold Mountain, viene ricostruita la scena dell'attacco nordista alle fortificazioni campali durante l'assedio di Petersburg, in Virginia, nel 1864, fortificazioni estese e possenti, in terra e legno, con gabbioni e fascine di protezione. I gabbioni erano grossi ed alti cesti da riempire di terra alla bisogna.
Si assisterà poi alla nascita del sacco di sabbia, usato in milioni di esemplari fino a tutt'oggi. Riconducibili a questa forma di difesa sono gli sbarramenti e i fortini di bidoni colmi di terra o cemento, di sacchi di sabbia o materiali edili di svariata natura (anche barriere stradali New Jersey), osservabili nei filmati di cronaca attuali.
Un esempio di difesa campale nelle forme ma permanente nella sostanza è il sistema difensivo italiano alla Frontiera Nord verso la Svizzera, che si stende al confine settentrionale di Valle d'Aosta, Piemonte e Lombardia. Il sistema comprende una fitta rete di viabilità (strade, mulattiere e sentieri) e complessi tratti di trinceramenti con ricoveri, postazioni per fucilieri e per mitragliatrici, oltre a numerosi appostamenti d'artiglieria; le opere possono essere semplicemente scavate nel terreno morbido, o realizzati in calcestruzzo, o con l'apporto elementi prefabbricati in cemento o acciaio, o, infine, scavate più o meno profondamente nella roccia con massicce integrazioni in calcestruzzo  o calcestruzzo armato. Vi sono quindi alcune parti che, realizzate con tecniche non durevoli, sono state gradualmente cancellate dal tempo - spesso individuabili solo da un occhio veramente esperto - unite ad altre realizzate in maniera tanto solida da permanere tutt'oggi conservate in modo quasi perfetto. Il sistema, costituito prevalentemente da opere "leggere", doveva compensare la relativa scarsezza di massicce fortificazioni permanenti su quel tratto di confine; fanno eccezione i tre forti valtellinesi (il Forte al Montecchio Nord di Colico, il Forte ai Canali di Tirano e il Forte al Dossaccio di Oga, presso Bormio), oltre alle grandi opere in caverna dell'Alto Varesotto (le batterie alla Canonica di Bedero, a Vallalta del San Martino, al Piambello, al Monte Orsa) e quella dell'Alto Lario (Loco Tocco).

## Castelli e fortezze di pianura
Diversamente dalla forticazioni costruite su speroni rocciosi collinari, nelle aree di in pianura o di fondovalle i siti di costruzione venivano scelti vicino a fiumi, isole, laghi o paludi, che potevano compensare lo svantaggio difensivo della bassa altitudine.

Laddove tali ostacoli naturali non esistevano, venivano creati fossati asciutti o con rivi d'acqua, bastioni, palizzate e facciate continue. In modo particolare, fossati e torri fortificate permettevano di rendere il livello della costruzione sufficientemente alto da diventare una valida difesa contro i nemici.
I castelli di pianura (in tedesco: Niederungsburg, Flachlandburg o Tieflandburg) slavi e sassoni dell'Alto Medioevo erano spesso caratterizzati da un fossato stretto e profondo e da bastioni di terra alti e ripidi. Tali costruzioni erano diffuse nei Paesi Bassi, nella pianura della Germania settentrionale, dove è stato stimato che circa il 34% dei castelli possa essere contestualizzato in tale tipologia.
Il Wasserburg e il Wasserschloß (lett. "castelli di acqua" e "fortezza di acqua") era una tipologia di castello di pianura edificato su una pianta quadrangolare, protetta da uno o più fossati d'acqua e con un ponte levatoio presidiato dal mastio. Ne sono esempi:
- in Germania: Hainewalde, il castello di Mespelbrunn, di Schwerin e di Burg Vischering;
- in Austria: il castello di Heinfeld;
- in Belgio: il castello di Beersel;
- in Danimarca: il castello di Egeskov;
- nel Basso Reno francese: i castelli di Asswiller e Diemeringen, di Lorentzen, Niederstinzel, Sarre-Union, Sarrewerden e Scharrachbergheim. Inoltre, nell'Alto Reno francese: i castelli di Courtavon, Meauce e Château d'Olhain;
- in Lituania: il castello di Trakai;
- nei Paesi Bassi: Muiderslot, Huis Bergh;
- nel Regno Unito: il Castello di Bodiam e di Caerphilly;
- in Polonia: il castello di Malbork.

Castelli di acqua in zone di pianura erano anche quelli di Die Pfalz, di Sully-sur-Loire, e, in Scozia, quelli di Caerlaverock e Eilean Donan.